# Nepaloserica phulcokiensis
Nepaloserica phulcokiensis är en skalbaggsart som beskrevs av Ahrens och Guido Sabatinelli 1996. Nepaloserica phulcokiensis ingår i släktet Nepaloserica och familjen Melolonthidae. Inga underarter finns listade i Catalogue of Life.